# Dorfkirche Sieversdorf (Jacobsdorf)

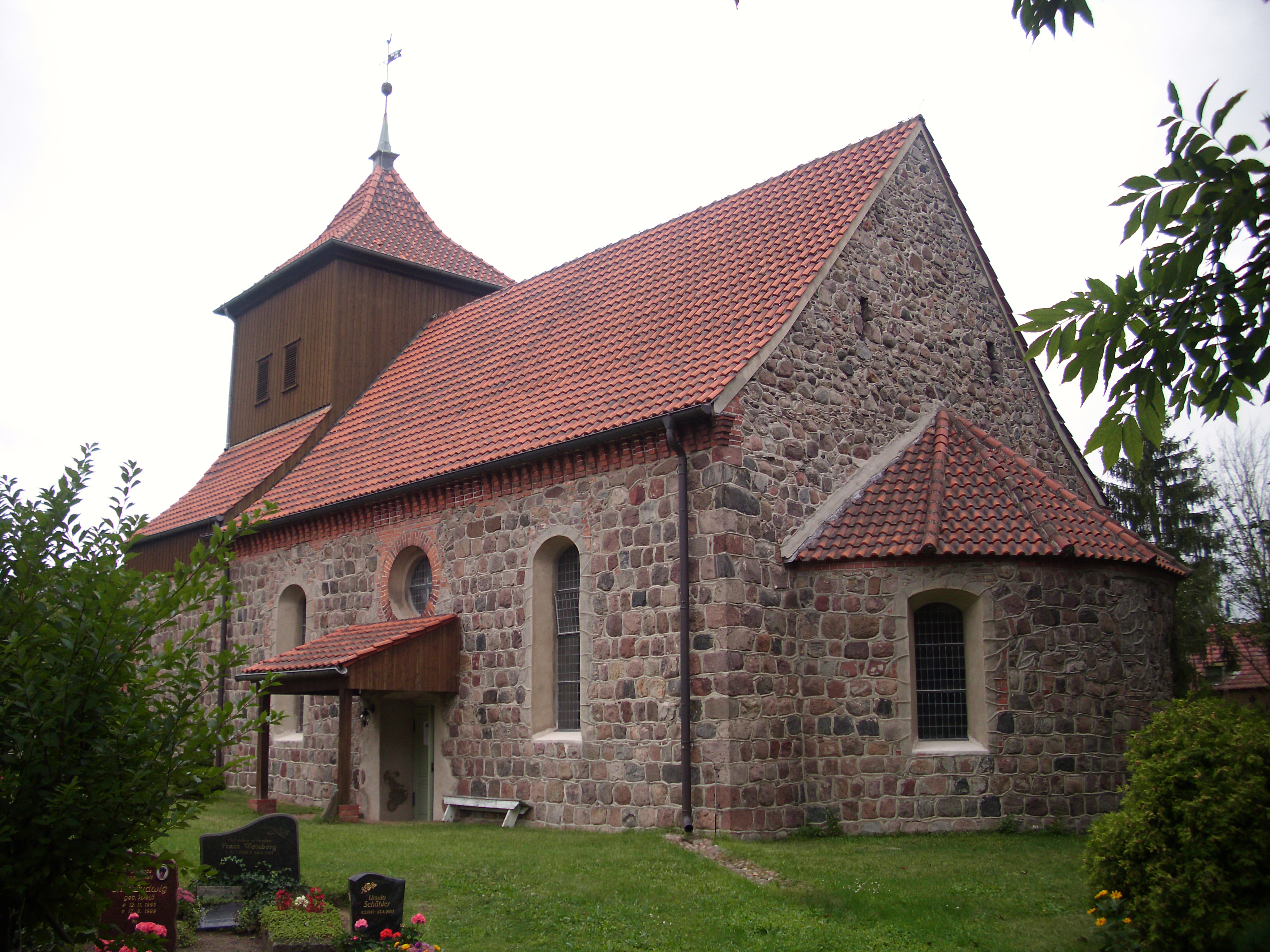
Kirche Sieversdorf

Die Dorfkirche in Sieversdorf, einem Ortsteil der Gemeinde Jacobsdorf im Landkreis Oder-Spree, ist eine mittelalterliche Feldsteinkirche. Sie liegt an einer Teilstrecke des Jakobsweges, der Pilgerweg führt von Frankfurt (Oder) über Sieversdorf nach Müncheberg.
Die zugehörige Kirchengemeinde gehört zum Pfarrsprengel Falkenhagen im Kirchenkreis Oderland-Spree der Evangelischen Kirche Berlin-Brandenburg-schlesische Oberlausitz.

## Geschichte

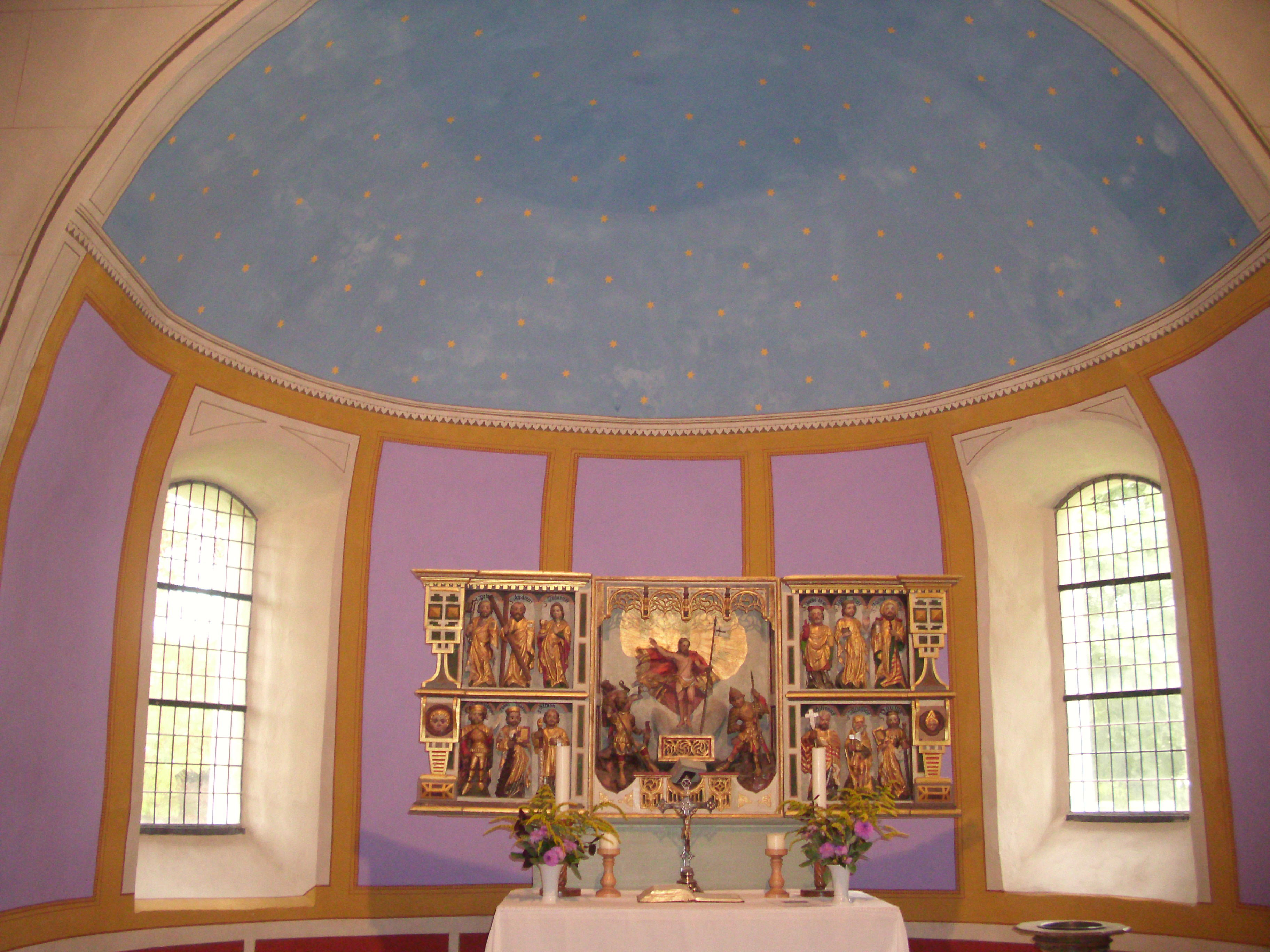
Altarraum der Kirche in Sieversdorf

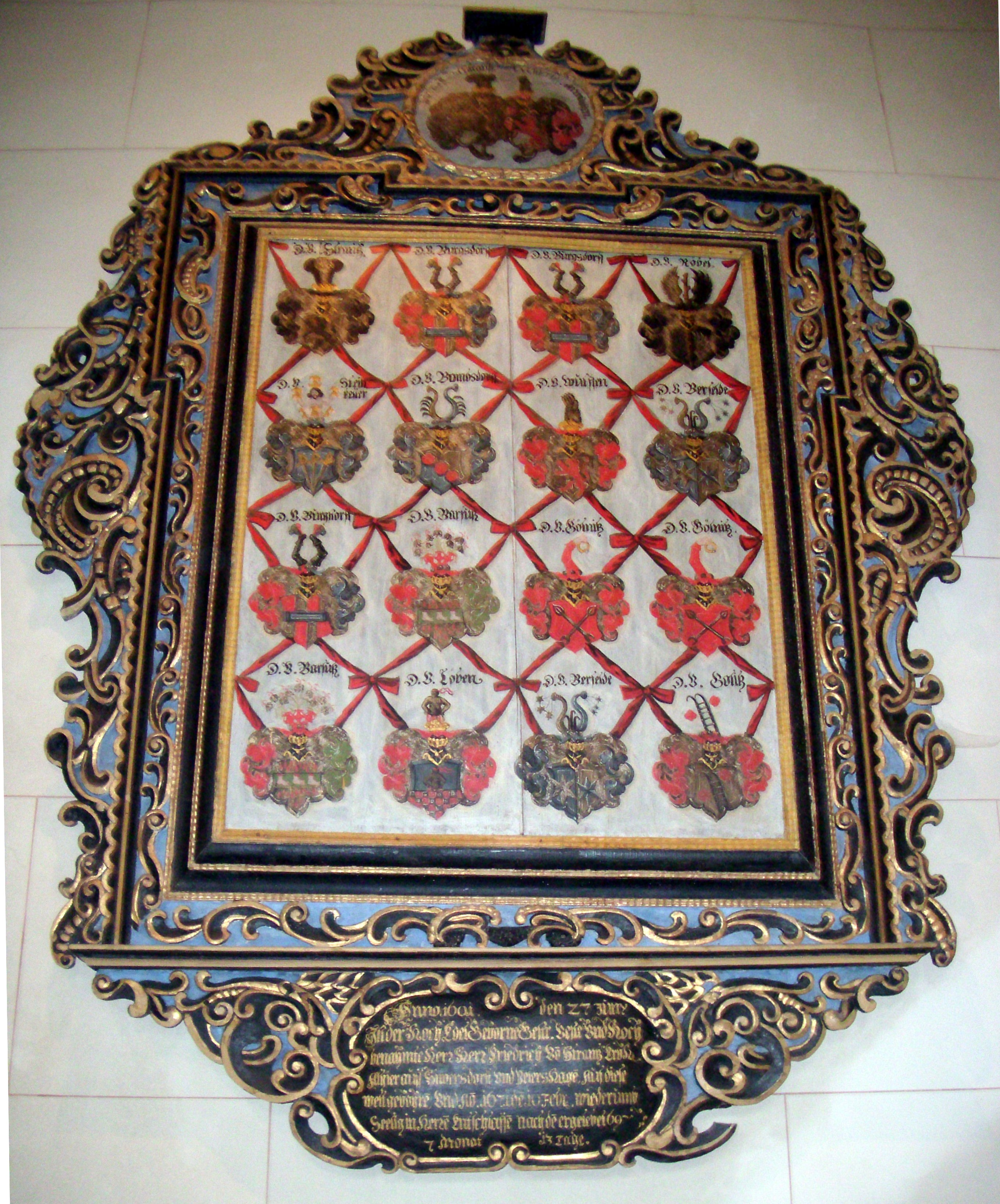
Wappentafel

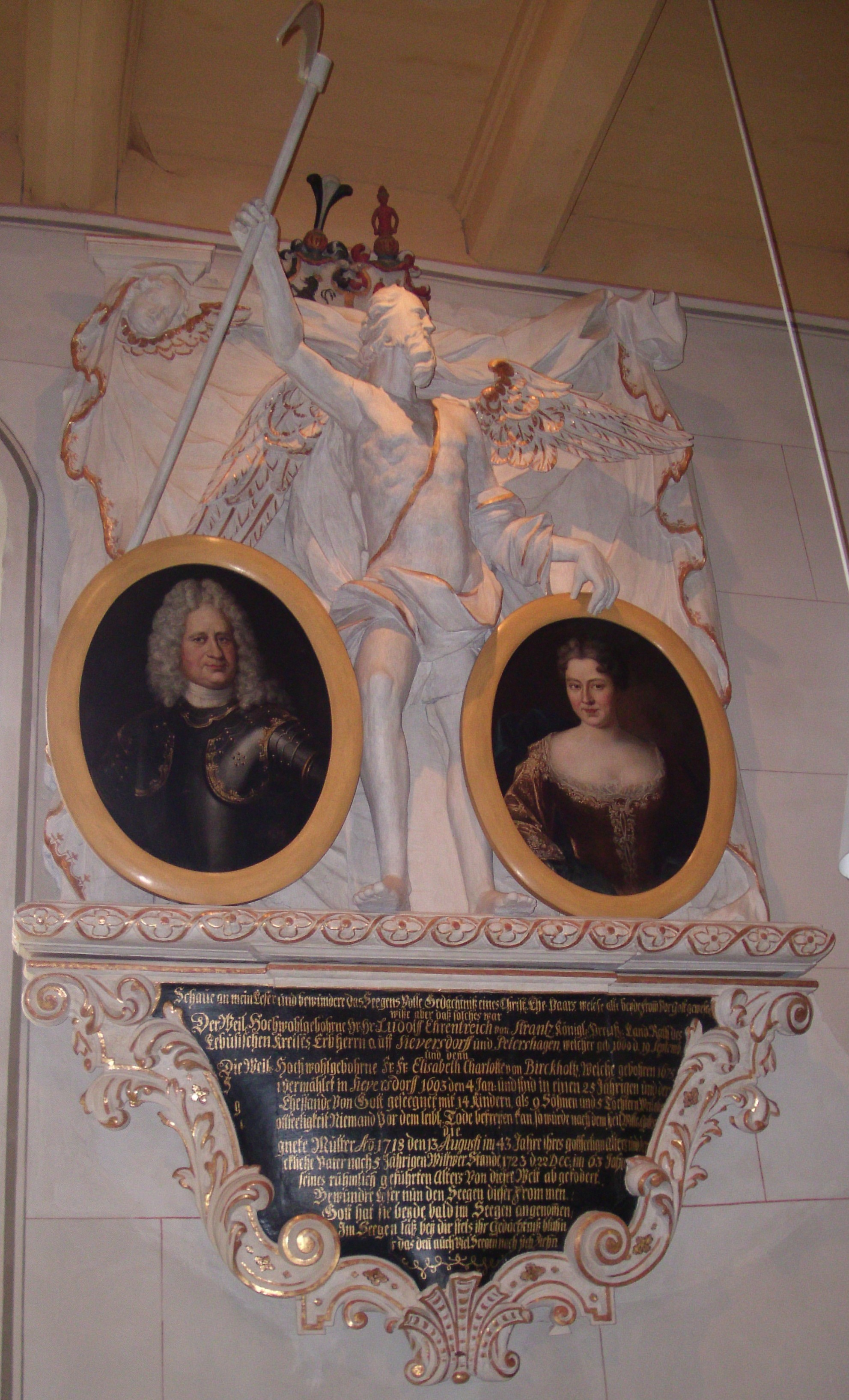
Gedächtnistafel

Die Kirche entstand vermutlich am Anfang des 13. Jahrhunderts, da sie aus behauenen Granitquadern erbaut wurde.
Nach dem Dreißigjährigen Krieg wurde das Oberteil des Turmes erneuert, wie die Wetterfahne mit der Jahreszahl 1683 unschwer erkennen lässt. Im 17. Jahrhundert erfolgten verschiedene Umbauten. So wurden die Fenster dem barocken Zeitgeschmack angepasst und eine Orgelempore geschaffen.
Unter Carl Friedrich Ferdinand Leopold Karbe erfolgte eine Renovierung der Kirche (Gestühl, Kanzeleinbau, neogotische Umgestaltung des Altars) sowie der Familiendenkmäler. Die erneuerte Kirche wurde am 2. Oktober 1859 durch Carl Büchsel, den Generalsuperintendenten der Neumark und der Niederlausitz, geweiht.

## Architektur und Ausstattung
Die Kirche besteht aus einem Langhaus mit halbkreisförmiger Apsis, einem in ganzer Breite vorgesetzten Westturm und einem spitzbogigen Westportal.
An der Südwand der Orgelempore finden sich Reste einer frühmittelalterlichen Wandmalerei vom Ende des 14. Jahrhunderts. Die Bilder zeigen Adam und Eva nach der Vertreibung aus dem Paradies, Eva mit Wiege und Spindel und Adam, der den Acker bestellt. In den 1950er Jahren freigelegt, wurde nur dieses Stück restauriert, obwohl man davon ausging, dass die gesamte Kirche bemalt war.
An der Nordseite findet sich ein barocker Fachwerksanbau, welcher zur Patronatsloge Einlass gewährte. Diese fiel in den 1950er Jahren Umbauarbeiten zum Opfer, und der Zugang wurde vermauert. Als Besonderheit zu erwähnen ist ein unterirdischer Gang, welcher vom Gutshaus aus zu diesem Vorbau führte, um der Familie von Strantz den Zugang zu ihrer Familiengruft zu ermöglichen, welche sich unterhalb der Kirche befindet.
Ein Wappenepitaph an der Wand zeigt die Ahnentafel des Friedrich von Strantz (1601–1671) und seiner Ehefrau Lukretia von Wulffen (1626–1712).
Zwei Porträts und die Schrifttafel darunter erinnern an das Patronatsehepaar Ludolf Ehrentreich von Strantz (1660–1723) und dessen Ehefrau Elisabeth Charlotte von Strantz, geb. von Birckholz (1675–1718). Zwischen und über ihnen erhebt sich der als Sensenmann dargestellte Chronos, als Mahnung, der Endlichkeit des irdischen Daseins zu gedenken. Die Gemälde sind Kopien, die die Familie von Strantz 2005 stiftete, da die Originale 1993 gestohlen wurden. Verschollen ist ebenfalls eine Erinnerungstafel an Adolf Friedrich von Strantz (1657–1672). Zwei Originale der ursprünglich in der Kirche vorhandenen Bilder befinden sich im Familienbesitz im Berchtesgadener Land.
Die Farbgebung des Altarraums mit Sternenhimmel entspricht einer restauratorischen Analyse und war nachweislich bis zum Ende des 19. Jahrhunderts so vorhanden. Kunsthistorisch bedeutsam ist der Schnitzaltar. Er wurde aus einer anderen Kirche eingefügt und besteht aus Teilen unterschiedlicher Zeit- und Stilepochen. Die zwölf katholischen Heiligenfiguren der Seitenflügel werden auf die Zeit zwischen 1400 und 1425 datiert. Die ursprünglich heiligen Jungfrauen wurden im Zuge der Reformation zu Aposteln umgeschnitzt, und man fügte ihnen Bärte an. Predella und Unterbau wurden bei der Restaurierung 2005 angefügt. Der alte Altar konnte nach dem Umbau im 19. Jahrhundert nicht mehr restauriert werden, an ihn erinnert heute nur das Altarmittelbild an der Südwand.

## Orgel

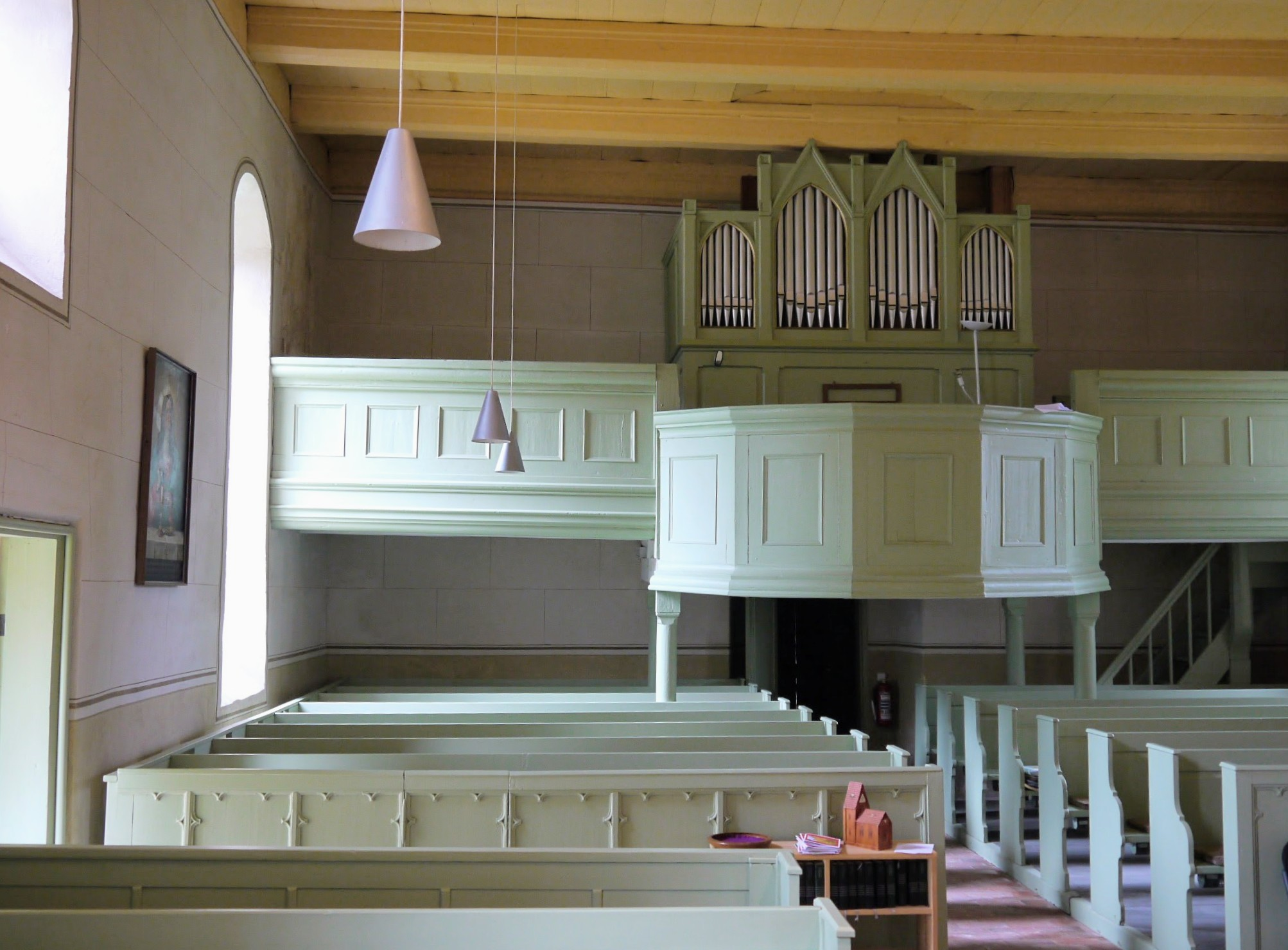
Innenraum, Blick zur Orgel

Die Orgel baute Wilhelm Sauer 1891. Sie verfügt über fünf Register im Manual und ein Register im Pedal. Um 1995 erfolgte eine Überholung. Sie hat nicht die Höhe der einstigen Orgel, an die nur noch die Anhebung der Decke über der Orgel erinnert.

## Kirchhof
Vor der Nordseite der Kirche wurden die Mitglieder der Familie Karbe auf einem für sie bestimmten Begräbnisplatz beigesetzt.

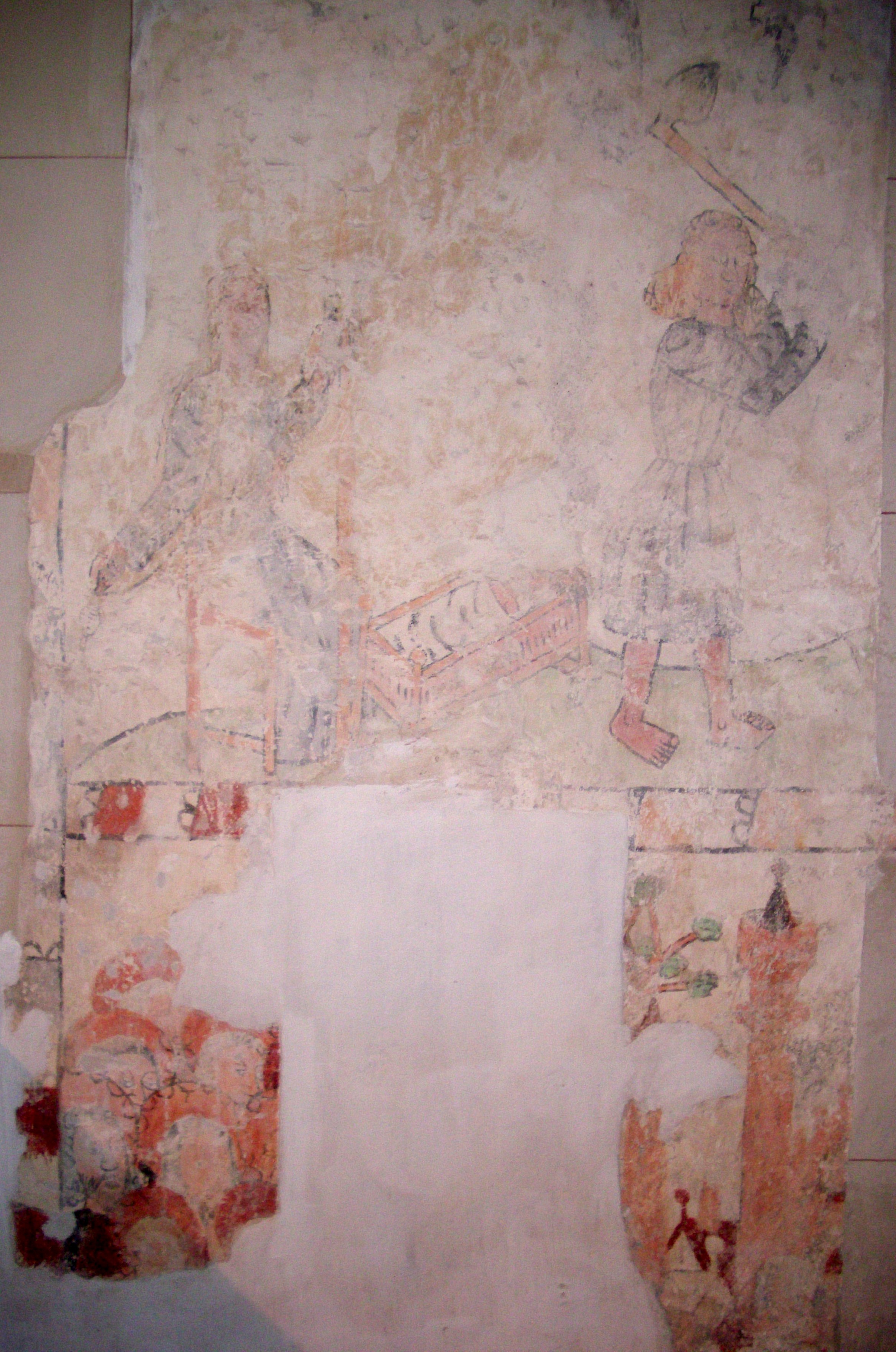
Adam und Eva nach der Vertreibung aus dem Paradies
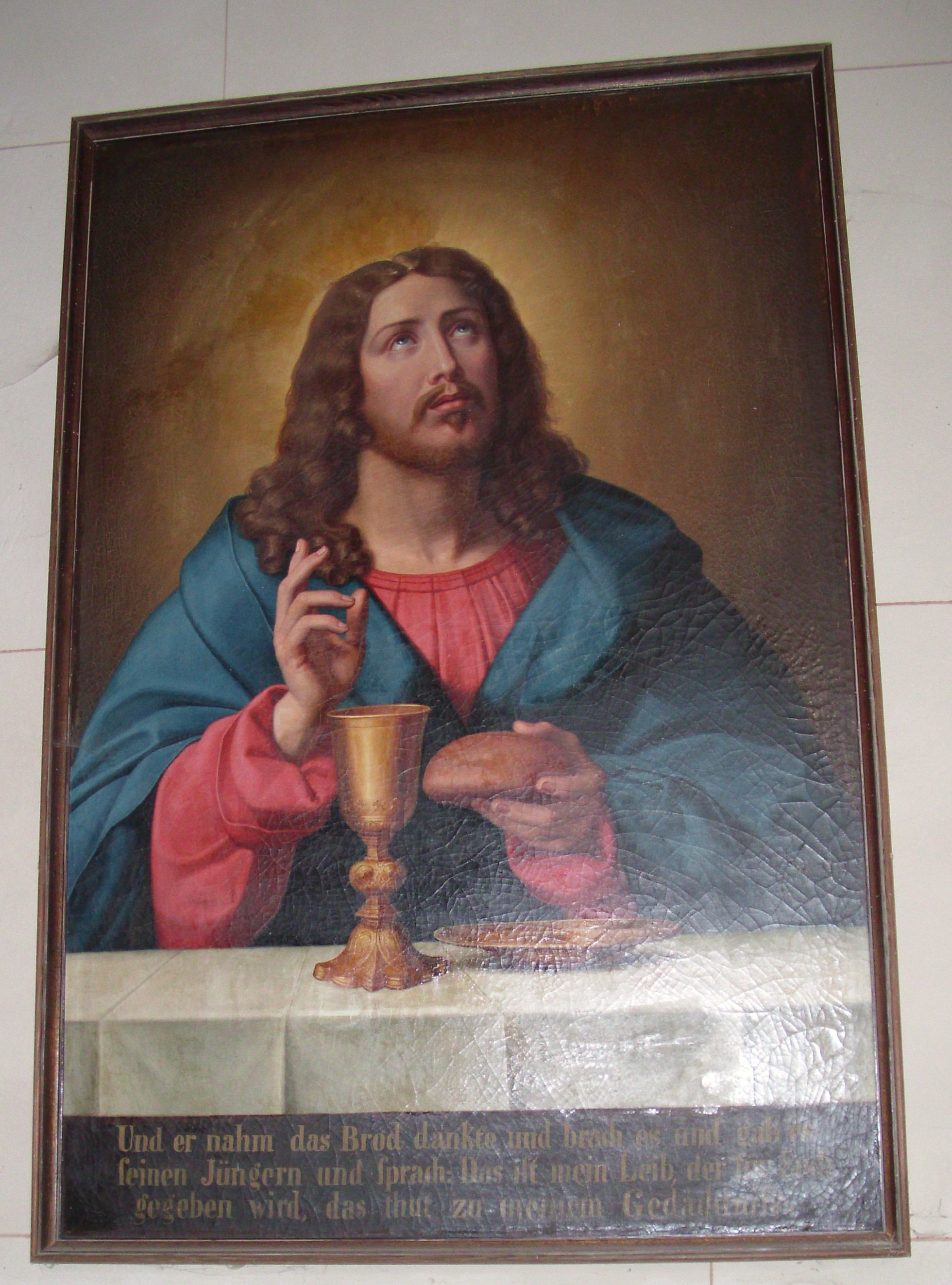
Altarbild des ursprünglichen Altars
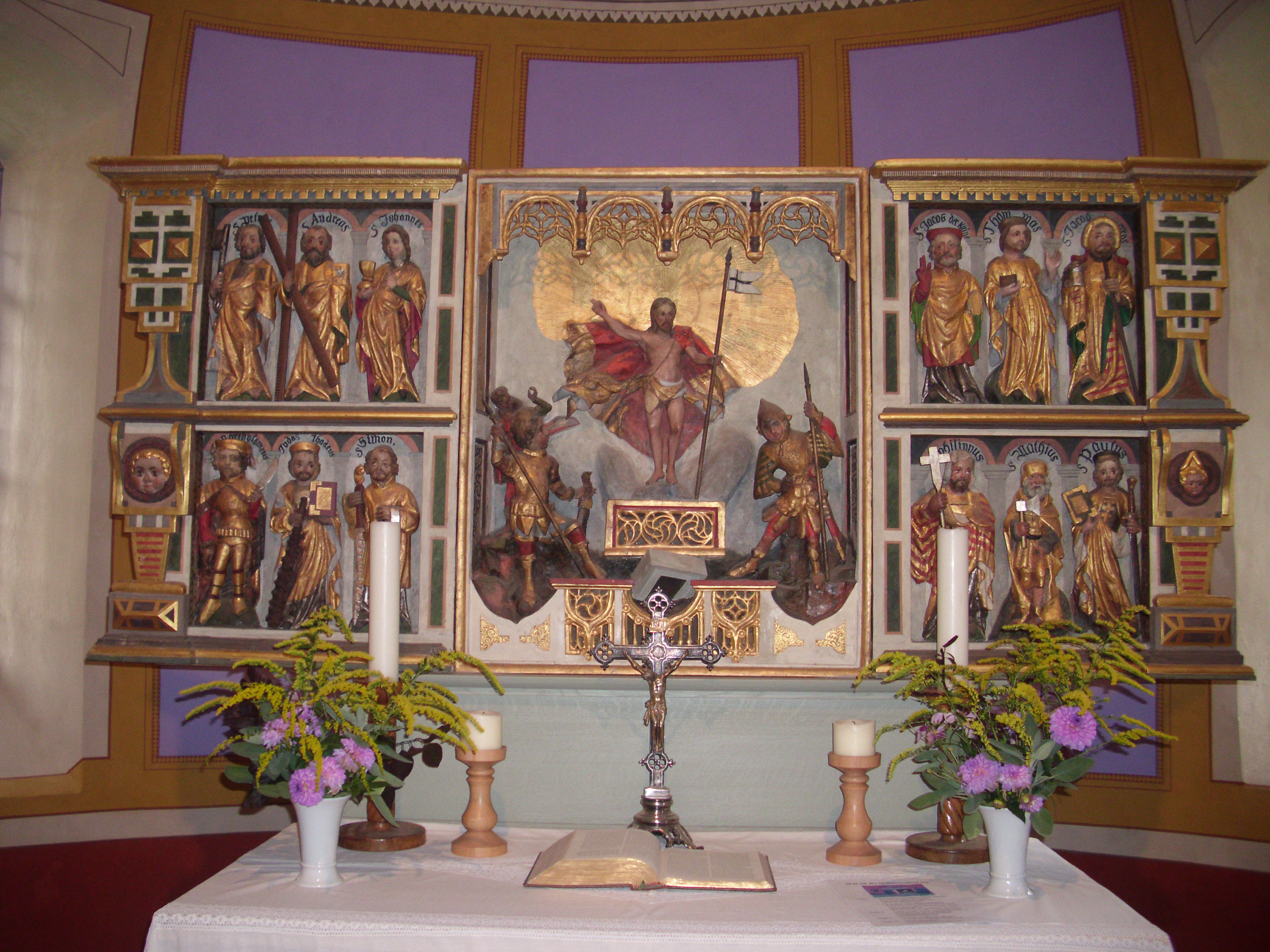
Die 12 Heiligen des nachträglich eingefügten Schnitzaltars
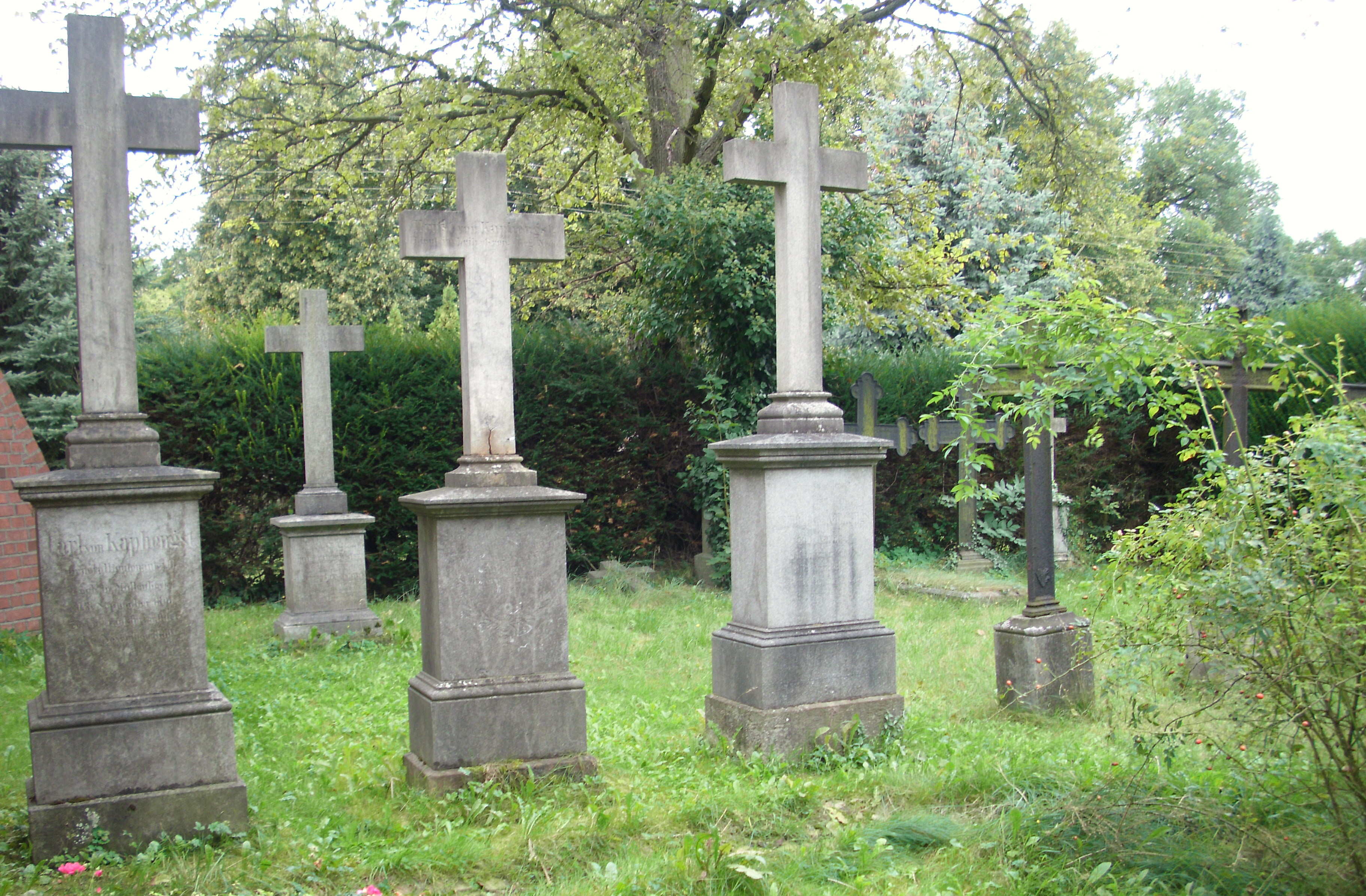
Begräbnisstätte derer von Karbe